# Tiara (barret)
Tiara és el nom donat comú d'una família de lligadures altes originades a l'Àsia occidental i després adoptades per l'Església Catòlica.
Inicialment la tiara era de roba o de pell i caracteritzava els habitants del nord-oest d'Àsia i, més especialment, els armenis, parts i perses, a diferència dels grecs i romans, la lligadura dels quals era de copa baixa. La lligadura dels misis, anomenada més tard barret frigi, era una mena de tiara amb unes orelleres que es lligaven sota la barbeta, tenyida de porpra.

## La tiara a l'antiguitat
El rei de Pèrsia portava una tiara erecta, i la dels seus súbdits era suau i flexible queien per un costat. La tiara del rei persa es distingia pels colors esplèndids i per una diadema que l'encerclava i que tenia punts blancs sobre fons blau. Els perses l'anomenaven cidaris (o kirapis); des de temps molt antics la tiara del rei estava adornada amb or i joies.

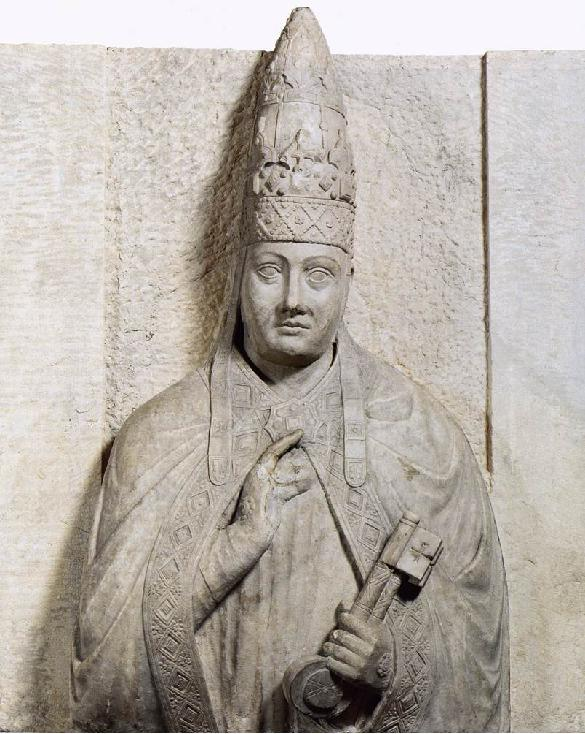
Bonifaci VIII amb tiara

## Tiara papal
La tiara papal és una mitra alta amb tres corones que representen el papat cristià i romà. Per això en llatí també s'anomena Triregnum (“Tres regnes”), i a vegades Triple corona. És un birret cònic o semioval rodejat de tres corones, amb dues cintes penjant. Sorgí al segle x i va rebre el nom al segle xii. Substituí en la funció de lligadura papal el camelaucum, que ja existia al segle viii, que era una mena d'elm blanc de lli, sense caràcter litúrgic.
Vers el segle xiii la tiara papal només tenia una corona que era dentada i radiant. Amb Bonifaci VIII se li va afegir una segona corona i vers el 1310 una tercera que va adquirir caràcter permanent a patir de Benet XII. La tiara papal fou usada per tots els papes des de Climent V fins a Pau VI (1963) que la va deixar de costat a partir del concili Vaticà II, sense però, abolir-ne l'ús. Cap dels seus successors ha estat coronat amb tiara. La tiara com a símbol papal figura a l'escut del Vaticà; també era present als escuts personals dels papes fins a Benet XVI, qui la substituí per una mitra de tres corones.

escut de Benet XVI

## Tiara episcopal
La tiara és una mitra de bisbe de forma rígida i amb tres corones, cadascuna amb un significat:
- la corona superior representa la glòria de ser elegit
- la corona central representa el poder donat per Crist a Pere a la terra i al cel
- la corona inferior representa el magisteri de ser cap de l'església universal i del seu poder sobre aquesta